# Carmen Batanero
María del Carmen Batanero Bernabeu es Catedrática del Departamento de Didáctica de la Matemática de la Universidad de Granada (UGR), es además coordinadora del Grupo de Investigación sobre Educación Estadística de la UGR (FQM126) con más de 100 artículos entre el periodo de 1983 y 2015.
Carmen Batanero estudió en la Universidad Complutense de Madrid la licenciatura en Matemáticas, que terminó en 1971, para a continuación obtener el Diploma Superior en Estadística por la misma universidad. El 1983 obtuvo el doctorado en matemáticas en la Universidad de Granada, con la tesis : Modelos de choque y exposición intermitente a riesgo de fallo. Actualmente realiza su labor en investigación en los campos de la estadística y educación e imparte docencia en el Máster Universitario en Didáctica de la Matemática